# Francis Darwin
Sir Francis "Frank" Darwin, FRS (Downe (Engeland), 16 augustus 1848 - 19 september 1925) was een Britse botanicus. Hij was het zevende kind en de derde zoon van de Britse natuuronderzoeker Charles Darwin.
Francis Darwin werkte samen met zijn vader aan experimenten in het kader van onderzoek naar de beweging van planten, met name in verband met fototropie. Daarover schreven ze samen het boek The Power of Movement in Plants in 1880. Uit hun onderzoek bleek dat de zaadlob van een graszaadje bepaalt dat het in de richting van licht groeit door een soort vergelijking van de reacties van andere bedekte en onbedekte zaadjes. Dit leidde later tot de ontdekking van auxine.
Darwin redigeerde The Autobiography of Charles Darwin (1887) en publiceerde een paar boeken met brieven uit de correspondentie die zijn vader had met andere wetenschappers (The Life and Letters of Charles Darwin samen met oudere broer William Darwin in 1887 en More Letters of Charles Darwin in 1905). In Life and Letters schreef hij zelf een hoofdstuk genaamd 'Reminiscences of My Father's Everyday Life' erbij. Darwin redigeerde ook het boek On the Reception of the Origin of Species (1887) van Thomas Huxley, (Darwin's Bulldog). Hij werd gekozen tot Fellow of the Royal Society in 1882, zijn vaders sterfjaar, en kreeg de Darwin Medal in 1912. In 1913 werd Francis Darwin geridderd, een eer die zijn vader nooit ontvallen was.
Francis Darwin trouwde drie keer (zijn eerste vrouw heette Amy Ruck), maar drie keer overleed zijn echtgenote.

## Academisch leven
Darwin studeerde in eerste instantie wiskunde op het Trinity College van de Universiteit van Cambridge, maar schakelde over naar natuurwetenschappen. Daarin studeerde hij in 1870 af. Vervolgens rondde hij een studie geneeskunde af (1875) op 'St George's Medical School' in Londen, maar hij werkte nooit als arts. Het jaar na zijn vaders dood, verhuisde hij met zijn moeder naar Cambridge, waar hij zich toelegde op zijn studie botanie. Van 1884 tot en met 1886 functioneerde hij op de Universiteit van Cambridge als lector.

## Kinderen
Frank Darwin kreeg twee kinderen:
- Bernard Darwin (1876-1961), auteur van golfboeken
- Frances Crofts Darwin (1886-1960), dichteres